# Вуядин Савич
Вуядин Савич (серб. Вујадин Савић/Vujadin Savić, нар. 1 липня 1990, Белград) — сербський футболіст, захисник клубу «Црвена Звезда».
Виступав, зокрема, за клуб «Бордо», а також молодіжну збірну Сербії.

## Клубна кар'єра
Народився 1 липня 1990 року в місті Белград. Вихованець футбольної школи клубу «Црвена Звезда».
У дорослому футболі дебютував 2007 року виступами за команду клубу «Рад», в якій провів два сезони, взявши участь у 25 матчах чемпіонату. 
Протягом 2009—2010 років захищав кольори команди клубу «Црвена Звезда».
Своєю грою за останню команду привернув увагу представників тренерського штабу клубу «Бордо», до складу якого приєднався 2010 року. Відіграв за команду з Бордо наступні два сезони своєї ігрової кар'єри.
Згодом з 2012 по 2017 рік грав у складі команд клубів «Динамо» (Дрезден), «Армінія» (Білефельд), «Вотфорд» та «Шериф».
До складу клубу «Црвена Звезда» приєднався 2017 року. Станом на 5 грудня 2018 року відіграв за белградську команду 22 матчі в національному чемпіонаті.

## Виступи за збірні
У 2008 році дебютував у складі юнацької збірної Сербії, взяв участь у 2 іграх на юнацькому рівні, відзначившись одним забитим голом.
Протягом 2009–2011 років залучався до складу молодіжної збірної Сербії. На молодіжному рівні зіграв у 9 офіційних матчах, забив 1 гол.

## Досягнення
- Володар Кубка Сербії (1):

Црвена Звезда: 2009-10
- Чемпіон Молдови (2):

Шериф: 2015-16, 2016-17
- Володар Кубка Молдови (1):

Шериф: 2016-17
- Володар Суперкубка Молдови (1):

Шериф: 2016
- Чемпіон Сербії (2):

Црвена Звезда: 2017-18, 2018-19
- Володар Суперкубка Кіпру (1):

АПОЕЛ: 2019
- Володар Кубка Словенії (1):

Олімпія (Любляна): 2020-21